# Miss Asia Pacific International
 (février 2022).
- Si vous ne connaissez pas le sujet, laissez ce bandeau (vous pouvez alors contacter les auteurs).
- Si vous supprimez le contenu mis en cause (vous pouvez préalablement contacter les auteurs),

argumentez précisément cette suppression dans la page de discussion
(un manque de référence n'est pas un argument ; une recherche réelle de référence doit avoir été effectuée, être formellement documentée).
 (juillet 2018).
Miss Asia Pacific International est un concours de beauté féminin d'origine Philippines, organisé chaque année. Fondé en 1968, il est le plus ancien concours asiatique de miss.

## Histoire
Le concours de beauté Miss Asia Pacific International est créé en 1968, sous le nom de Miss Asia Quest et était alors ouvert aux pays d'Asie et d'Océanie. Il a été renommé Miss Asia Pacific Quest en 1985, avec l'intégration des pays d’Amérique possédant une façade maritime sur l'océan Pacifique.
L'année 2005, le concours est rebaptisé Miss Asia Pacific International et devient international. Après un arrêt de plusieurs années, il reprend en 2016. Chaque année, près de cinquante participantes sont en compétition.

## Critères de sélection
Pour pouvoir participer à Miss Asia Pacific International, il est nécessaire :
- d'être née femme ;
- d'être célibataire ;
- d'avoir entre 18 et 28 ans ;
- de mesurer environ 1,60 m ;
- d'être en bonne santé et d'avoir bon caractère ;
- de posséder la beauté du visage et de la silhouette ;
- d'avoir une bonne personnalité.

## Miss Asia Pacific International

### Gagnantes depuis 1965
| Année | Édition | Territoire gagnant        | Nom de la gagnante             | Pays organisateur                                                          | Nombre de candidates |
| ----- | ------- | ------------------------- | ------------------------------ | -------------------------------------------------------------------------- | -------------------- |
| 1965  | 1re     | Malaisie                  | Angela Filmer                  | Manille, Philippines                                                       | 18                   |
| 1968  | 2e      | Taïwan                    | Macy Shih                      | Araneta Coliseum, Quezon City, Philippines                                 | 12                   |
| 1969  | 3e      | South Korea               | Seo Won-kyoung                 | Araneta Coliseum, Quezon City, Philippines                                 | 13                   |
| 1970  | 4e      | Inde                      | Zeenat Aman                    | Araneta Coliseum, Quezon City, Philippines                                 | 15                   |
| 1971  | 5e      | Guam                      | Flora Baza                     | Araneta Coliseum, Quezon City, Philippines                                 | 15                   |
| 1972  | 6e      | Australie                 | Janet Coutts                   | Araneta Coliseum, Quezon City, Philippines                                 | 14                   |
| 1973  | 7e      | Inde                      | Tara Anne Fonseca              | Manila, Philippines                                                        | 14                   |
| 1974  | 8e      | Australie                 | Susie Currie                   | Manila, Philippines                                                        | 16                   |
| 1975  | 9e      | Papouasie-Nouvelle-Guinée | Eva Regina Arni                | Manila, Philippines                                                        | 18                   |
| 1976  | 10e     | Singapour                 | Jacqueline Stuart              | Manila, Philippines                                                        | 17                   |
| 1977  | 11e     | Indonésie                 | Linda Emran                    | Manila, Philippines                                                        | 17                   |
| 1978  | 12e     | Thaïlande                 | Siriporn Savanglum             | Manila, Philippines                                                        | 15                   |
| 1979  | 13e     | Turquie                   | Ayla Altas                     | Manila, Philippines                                                        | 15                   |
| 1980  | 14e     | Australie                 | Lorraine Gaye McGrady          | Manila, Philippines                                                        | 16                   |
| 1981  | 15e     | Sri Lanka                 | Bernadine Rose Ramanayake      | Kuala Lumpur, Malaysia                                                     | 16                   |
| 1982  | 16e     | Philippines               | Maria del Carmen Ines Zaragoza | Kuala Lumpur, Malaysia                                                     | 14                   |
| 1983  | 17e     | Philippines               | Gloria Dimayacyac              | Manila, Philippines                                                        | 14                   |
| 1984  | 18e     | Turquie                   | Melek Gurkan                   | Christchurch, New Zealand                                                  | 19                   |
| 1985  | 19e     | Israël                    | Nurit Mizrachi                 | Queen Elizabeth Stadium, Wan Chai, British Hong Kong                       | 31                   |
| 1986  | 20e     | Nouvelle-Zélande          | Helen Mary Crawford            | Hong Kong Coliseum, Hung Hom, British Hong Kong                            | 32                   |
| 1987  | 21e     | Panama                    | Cilinia Prada                  | Queen Elizabeth Stadium, Wan Chai, British Hong Kong                       | 30                   |
| 1988  | 22e     | Thaïlande                 | Preeyanuch Panpradub           | Hong Kong Coliseum, Hung Hom, British Hong Kong                            | 32                   |
| 1989  | 23e     | Philippines               | Lorna Legaspi                  | Grand Theatre, Hong Kong Cultural Centre, Tsim Sha Tsui, British Hong Kong | 31                   |
| 1992  | 24e     | Israël                    | Tali Ben-Harush                | Manila, Philippines                                                        | 24                   |
| 1993  | 25e     | Philippines               | Michelle Aldana                | Philippine International Convention Center, Pasay, Philippines             | 23                   |
| 1994  | 26e     | Pérou                     | Jessica Guiulfo Tapia          | Cebu Plaza Hotel, Cebu, Philippines                                        | 26                   |
| 1995  | 27e     | South Korea               | Yoon Mi-jung                   | Baguio, Benguet, Philippines                                               | 27                   |
| 1996  | 28e     | Costa Rica                | Gabriela Aguilar               | Lagenda Hotel and Casino, Subic, Zambales, Philippines                     | 27                   |
| 1997  | 29e     | Thaïlande                 | Worarat Suwannarat             | Davao City, Philippines                                                    | 25                   |
| 1998  | 30e     | Costa Rica                | Kisha Alvarado                 | Pampanga, Philippines                                                      | 25                   |
| 1999  | 31e     | Colombie                  | Juliana Andrea Arango          | Quezon City, Philippines                                                   | 25                   |
| 2000  | 32e     | Inde                      | Diya Mirza Handrich            | Quezon City, Philippines                                                   | 23                   |
| 2001  | 33e     | Pérou                     | Luciana Luisa Farfán           | Makati, Philippines                                                        | 19                   |
| 2002  | 34e     | South Korea               | Kim So-yoon                    | Manila, Philippines                                                        | 25                   |
| 2003  | 35e     | Russie                    | Tatyana Nikitina               | Folks Arts Theater, Pasay, Philippines                                     | 25                   |
| 2005  | 36e     | Costa Rica                | Leonora Jiménez (Dethroned)    | Guangzhou, Chine                                                           | 51                   |
| 2005  | 36e     | Russie                    | Yevgeniya Lapova (Assumed)     | Guangzhou, Chine                                                           | 51                   |
| 2016  | 37e     | Pays-Bas                  | Tessa Helena le Conge          | Sheridan Beach Resort, Puerto Princesa, Palawan, Philippines               | 40                   |
| 2017  | 38e     | Brésil                    | Francielly Ouriques            | Newport Theater of Resorts World Manila, Pasay, Philippines                | 42                   |
| 2018  | 39e     | Philippines               | Sharifa Akeel                  | Newport Theater of Resorts World Manila, Pasay, Philippines                | 51                   |
| 2019  | 40e     | Espagne                   | Chaiyenne Huisman              | Newport Theater of Resorts World Manila, Pasay, Philippines                | 54                   |
| 2024  | 41e     | États-Unis                | Janelis Leyba                  | Newport Theater of Resorts World Manila, Pasay, Philippines                | 33                   |

### Palmarès par pays
| Pays                      | Titres | Année(s)                     |
| ------------------------- | ------ | ---------------------------- |
| Philippines               | 5      | 1982, 1983, 1989, 1993, 2018 |
| Corée du Sud              | 3      | 1969, 1995, 2002             |
| Inde                      | 3      | 1970, 1973, 2000             |
| Thaïlande                 | 3      | 1978, 1988, 1997             |
| Costa Rica                | 3      | 1996, 1998, 2005             |
| Australie                 | 3      | 1972, 1974, 1980             |
| Peru                      | 2      | 1994, 2001                   |
| Turquie                   | 2      | 1979, 1984                   |
| Russie                    | 2      | 2003, 2005                   |
| Israel                    | 2      | 1985, 1992                   |
| États-Unis                | 1      | 2024                         |
| Espagne                   | 1      | 2019                         |
| Brésil                    | 1      | 2017                         |
| Pays-Bas                  | 1      | 2016                         |
| Colombie                  | 1      | 1999                         |
| Panama                    | 1      | 1987                         |
| Nouvelle-Zélande          | 1      | 1986                         |
| Sri Lanka                 | 1      | 1981                         |
| Indonésie                 | 1      | 1977                         |
| Singapour                 | 1      | 1976                         |
| Papouasie-Nouvelle-Guinée | 1      | 1975                         |
| Guam                      | 1      | 1971                         |
| Taiwan                    | 1      | 1968                         |
| Malaisie                  | 1      | 1965                         |

## Miss Asia Pacific International France

### Candidates Françaises depuis 2016
| Année | Lauréate          | Âge (ans) | Résidence         | Prix Spéciaux    | Classement           |
| ----- | ----------------- | --------- | ----------------- | ---------------- | -------------------- |
| 2016  | Pauline Leullieux | 25        | Roubaix           |                  | Non placée           |
| 2017  | Laura Deflandre   | 25        | Amiens            |                  | Non placée           |
| 2018  | Pauline Dubedat   | 20        | Catenoy           |                  | Non placée           |
| 2019  | Heïdi Loyer       | 20        | Pontorson         | Miss Zanea Shoes | Non placée           |
| 2021  | Elisa Boriel      | 26        | Belfort           |                  | Pas de participation |
| 2024  | Julie Goyé-Dogan  | 27        | Charente-Maritime |                  | Top 20               |